# Machiavel (groupe)
Pour les articles homonymes, voir Machiavel (homonymie).
Machiavel est un groupe belge wallon de rock progressif. Il est formé au milieu des années 1970, connu pour quelques albums remarqués, dont Mechanical Moonbeams en 1978 et Urban Games en 1979, et quelques titres incontournables comme Rope Dancer, Fly et surtout After the Crop qui a marqué le rock progressif en 1978.

## Historique

### Années 1970–1990
Machiavel se forme en 1974 en Belgique sous l'égide de deux anciens membres du groupe Moby Dick, Roland de Greef (basse), Marc Ysaÿe (chant et batterie), et Jack Roskam (guitare) accompagné d'Albert Letecheur (claviers). Jack Roskam est finalement assez vite remplacé par Jean-Paul Devaux, juste avant l'arrivée de Mario Guccio au sein de la formation en tant que chanteur. Jacques Ysaÿe (« Jack Say »), possède un studio d'enregistrement 24 pistes (le studio D.E.S.) où il enregistre et mixe les premiers titres du groupe. Il présente la bande à Émile Garin, directeur musical d'E.M.I. qui sort le premier 33 tours, Machiavel, produit par Jack Say.  Celui-ci passera la main à d'autres producteurs pour les disques suivants. Le groupe se nomme d'après Niccolò Machiavelli.
Ce premier disque connait un joli succès d'estime, notamment grâce au titre Cheerlessness. L'un de ses membres fondateurs, Marc Ysaye, batteur du groupe - ainsi que chanteur pour le premier album - , connu en Belgique pour avoir été ensuite le directeur de la radio Classic 21, tout en étant animateur de l'émission Les Classiques. Machiavel revient en 1977 avec un deuxième opus, Jester, qui se situe musicalement dans la lignée de ce que font des groupes comme Supertramp ou Genesis. Un troisième album, Mechanical Moonbeams, parait en 1978 et confirme la maturité musicale du groupe belge, qui devient un vrai étendard du rock sur ses propres terres, notamment grâce aux titres Rope Dancer et Beyond the Silence. Mais c'est en 1979 avec l'album Urban Games que Machiavel connait son plus gros succès.
Albert Letecheur, fondateur claviériste du groupe jusqu'en 1980, quitte Machiavel - en compagnie de Jean-Paul Devaux - en raison de divergences artistiques, les autres membres de la formation souhaitant se diriger vers des compositions plus metal, s'éloignant du style rock progressif. Thierry Plas rejoint alors Machiavel à la guitare et le groupe sort New Lines en 1980, porté par le single Fly et très vite suivi par un sixième album intitulé Break Out, un disque produit par Derek Laurence en 1981, qui n'aboutit pas au succès escompté. La carrière de Machiavel reste alors en suspens (hormis le live Valentine Days en 1983), jusqu'à la sortie de The Cry of Pleasure en 1987.

### Années 2000–2010
Machiavel ne sortira ensuite plus que des compilations et albums live, avant de revenir en 1999 avec l'album Virtual Sun, suivi en 2003 par Welcome to Paradise et 2005, en 2005. Albert Letecheur meurt le 5 mai 2004, à l'âge de 52 ans, des suites de maladie.  Après des tournées çà et là, le groupe revient en 2011 avec un nouvel album, intitulé Eleven.
Le chanteur Mario Guccio meurt à l’âge de 64 ans le 20 janvier 2018. Il était convenu avant son décès que Marc Ysaye le remplace  au chant pour la tournée The Early Years.
En 2022, la place de chanteur est confiée à Kevin Cools, membre des groupes Niitch et FEEL, dont la voix et la personnalité avaient déjà tapé dans l’oreille de Mario qui disait de lui qu’il était son « fils spirituel ». Kevin avait participé à The Voice Belgique en 2012 et avait impressionné les jurés avec son interprétation de "Roxanne".

## Membres

### Membres actuels
- Marc Ysaye - chant, batterie (depuis 1974)
- Roland de Greef - basse (depuis 1974)
- Hervé Borbé - piano, synthétiseur (depuis 1996)
- Christophe Pons - guitare (depuis 2010)
- Kevin Cools - chant (depuis 2022)

### Anciens membres
- Albert Letecheur - piano, synthétiseur
- Jack Roskam - guitare
- Jean-Paul Devaux - guitare
- Thierry Plas - guitare
- Mario Guccio - chant
- Paolo Regatzu - piano, synthétiseur
- Nicolas Scaillet - batterie (depuis 2018)
- Lili Gin - chant (depuis 2018)[5]

## Discographie

### Albums studio
- 1976 : Machiavel (EMI Belgium)
- 1977 : Jester (EMI Belgium)
- 1978 : Mechanical Moonbeams (EMI Belgium)
- 1979 : Urban Games (EMI Belgium)
- 1980 : New Lines (EMI Belgium)
- 1981 : Break out (EMI Belgium)
- 1987 : The Cry of Pleasure (EMI Belgium)
- 1999 : Virtual Sun (CNR Music)
- 2003 : Welcome to Paradise (CNR Music)
- 2005 : 2005 (BANG)
- 2011 : Eleven (Moonzoo Music)
- 2013 : Colours (Moonzoo Music)
- 2022: Phoenix (Moonzoo Music)

### Autres
- 1980 : First Recordings (mini-album) (EMI Belgium)
- 1981 : Valentine's Day (live) (INDISC)
- 1991 : The Best of Machiavel (EMI Belgium)
- 1996 : 20th Anniversary Machiavel - the Very Best of (EMI Belgium)
- 1999 : Machiavel Live (EMI Belgium)
- 2000 : Original Hits (EMI Belgium)
- 2001 : Anthology (EMI Belgium)
- 2007 : Live in Brussels (Moonzoo Music and Universal Music Belgium)
- 2007 : Live at the Coliseum (DVD live enregistré lors d'un concert unique, le 15 juin 2007 au Coliseum de Charleroi), Universal)
- 2009 : Acoustic (Moonzoo Music, Universal Music Belgium)

## Récompenses
- 2006 : Octave d'honneur